# Guinefort van Bourgondië

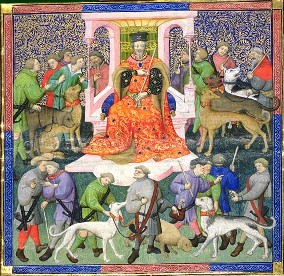

Guinefort van Bourgondië was een als heilige vereerde hond uit Bourgondië en zou vóór de 13e eeuw hebben geleefd in de buurt van Lyon. Verering en excommunicatie van dieren kwam in met name de middeleeuwen verschillende malen voor. In de toenmalige samenleving verliepen de grenzen tussen fictie en werkelijkheid, boodschap en mythe niet altijd duidelijk. Ook de tegenwoordig duidelijke grens tussen mens en andere schepsels was in de middeleeuwse belevingswereld niet altijd even scherp.

## Het verhaal
Volgens de legende verdedigde Guinefort een kind in een wieg tegen een slang. De thuiskomende vader van het kind zag de omgevallen wieg en de met bloed besmeurde hond en concludeerde onjuist dat deze zijn kind had aangevallen. Daarop werd Guinefort doodgeslagen. Na het vinden van het huilende, maar ongedeerde kind alsmede van de doodgebeten slang kwam het inzicht dat Guinefort het kind juist in de strijd had verdedigd en werd de hond begraven. Spoedig deden geruchten de ronde dat er wonderbaarlijke genezingen bij het graf hadden plaatsgevonden. Het verhaal van Guinefort werd met name verspreid door het boek De Adoratione Guinefortis Canis.

## De verering
De inquisitie heeft zich met de verering van de heilige windhond intensief bemoeid, omdat men grote twijfels had over de mogelijkheid dat een dier heilig kon zijn. Men concludeerde na onderzoek dat Guinefort als hond niet heilig kón zijn, omdat volgens de rooms-katholieke leer een beest geen eeuwige ziel bezit, en de Kerk zag zijn verering dan ook als ketterij. Het hondenlijk zou vervolgens zijn opgegraven en plechtig verbrand. 
Ondanks de veroordeling van Guinefort bleef de cultus van zijn verering bestaan. Tijdens en na de Reformatie was het nog een dankbaar onderwerp voor Protestanten om de rooms-katholieke gebruiken mee in het belachelijke te trekken. Bedevaarten naar het (vermeende) graf van Guinefort hebben desondanks tot in de 20e eeuw plaatsgevonden. In Trévron (in het departement Côtes-d'Armor) bevindt zich nog een ruïne van een H. Guinefortkapel.

## De naam Guinefort
Het is niet ondenkbaar dat het verhaal onder meer berust op verwarring door de bijnamen van de heilige Christophorus Canineus, ofwel "de hondachtige". Deze zou volgens  sommige bronnen afkomstig zijn van het mythische volk der Cynocefalen of Cyneforen, wat zich het beste laat vertalen als "Hondenkoppen". De populaire volksheilige wordt in de Russisch-Orthodoxe traditie dan ook vaak op iconen afgebeeld met een hondenkop. Van 'Cynephoor' naar 'Guinefort' is natuurlijk maar een kleine stap en zou het ontstaan van de legende voor een deel kunnen verklaren.

## Boeken en films
Het verhaal van Sint Guinefort is onderwerp van de Franse speelfilm Le Moine et la sorcière uit 1987. De controverse rond de heiligverklaring van de hond wordt hierin verteld vanuit het standpunt van een inquisiteur, de dominicaner monnik Etienne de Bourbon, die daadwerkelijk in de 13e eeuw over de cultus heeft geschreven in zijn geschrift De Superstitione.
In de Engelse literatuur komen we Sint Guinefort tegen in de roman The Stolen Child van Keith Donohue uit 2006. Bernard Cornwell voert in zijn Grail Quest-trilogie (2000-2003) de persoon van Thomas of Hookton op die een aanhanger van de Guinefort-cultus blijkt te zijn: hij bidt tot de heilige hond en draagt zelfs een hondenpootje om zijn nek.

## Broodjeaapverhaal
Overigens is het motief van de dappere hond die het leven redt van een kind en dan door een misverstand wordt gedood door de later berouwvolle baas, ouder dan de middeleeuwen. Het thema duikt al op in het oude Indië en bij Aesopus in het klassieke Griekenland. Bovendien is het zo ijzersterk dat het heden ten dage steeds weer opduikt als zogeheten broodjeaapverhaal. De slang in de oorspronkelijke legende wordt dan meestal vervangen door een rat.